# IOS 9
iOS 9 é a nona maior versão do sistema operacional móvel iOS projetados pela Apple Inc como o sucessor do iOS 8. Foi anunciado na Worldwide Developers Conference da empresa (WWDC) 2015 em 08 de junho de 2015, possuí uma data de lançamento prevista do mês de Setembro de 2015. O iOS 9 inclui muitas melhorias sobre seu antecessor. Foi anunciado em 09 de setembro de 2015, que o iOS 9 será lançado para o público em geral em 16 de setembro.

## História
O iOS 9 foi anunciado ao público na Worldwide Developers Conference da Apple (WWDC) 2015 em 08 de junho de 2015. A versão teste do iOS 9.0 beta 1 está sendo disponibilizada para desenvolvedores registrados. O iOS 9 Foi lançado ao público geral em setembro de 2015.
Em 23 de junho de 2015, a Apple liberou para desenvolvedores o iOS 9 beta 2. Esse atualização contém muitas correções de bugs, melhorias de desempenho e estabilidade em relação ao seu antecessor.
Em 08 de julho de 2015, a Apple liberou para desenvolvedores o iOS 9 beta 3. Como de costume, ele contém correções de bugs, estabilidade e aprimoramentos de desempenho sobre a antiga versão beta. O aplicativo News foi adicionado nesta versão beta.
Em 09 de julho de 2015, o iOS 9 beta foi disponibilizada ao público em geral, nomeado o iOS 9 Public Beta.

## Recursos e Mudanças
iOS 9 inclui melhorias para os aplicativos nativos como exemplo o Notas, que passará a ter suporte para rabiscos e desenhos, além de incorporar diversos tipos de arquivos para uma nota, como documentos, páginas de internet, e além de outros. iOS 9 também inclui um novo aplicativo nativo Apple News que mostrará notícias dos principais jornais e sites como The New York Times, CNN, entre outros. O aplicativo Mapas também recebeu diversas novidades como exemplo horário de transportes públicos e sugestões de lugares próximos para ir. Mas ainda todas essas novidades não estarão disponíveis para o Brasil e Portugal. O aplicativo Passbook deixou de existir e um novo aplicativo chamado Wallet entrou em seu lugar.
iOS 9 também adiciona muitas características produtivas aos iPad. Estes incluem multitarefa Split-tela, deslizar sobre e imagem no suporte de imagens para melhor multitarefa similar à experiência encontrado no OS X El Capitan. Usuários do iPad também receber melhores de manipular texto, como um novo gesto de dois dedos sobre o teclado que ajuda o usuário de slides em torno da página que eles estão usando, bem como recortar, copiar e colar com os botões incluídos no teclado.
Outras coisas foram alteradas que não eram tão evidentes. Como a fonte do sistema mudou para San Francisco, da Apple, usado no Apple Watch. Anteriormente, a fonte utilizada era Helvetica Neue, utilizado tanto em iOS 7/8, e OS X Yosemite. O teclado foi corrigido para que quando você desmarcar a tecla shift, você é capaz de ver representações letra minúscula, em comparação com as representações em maiúsculas em versões anteriores do iOS. O painel de multitarefa foi reformulado no iPhone, iPod Touch e iPad. No iPhone informações de contatos recentes anteriormente localizada no painel de multitarefa foi removido para uma nova posição, sendo só deslizar a página inicial para esquerda para as informações de contatos recentes ficar visível. 
O iOS 9 também inclui muitas outras melhorias, como o desempenho melhorado em aparelhos antigos e maior duração da bateria, como um novo modo de Pouca Energia, que quando ativado limitará algumas funções do sistema, como atualizações em 2º plano, movimento e brilho, entre outras. Melhorias na segurança também foram incorporadas exemplo nova senha, que passou de 4 para 6 dígitos. iOS 9 Também introduz uma nova autenticação de dois fatores para uma melhor segurança.
Foi anunciado que o iOS 9 estará disponível para todos os dispositivos que rodam o iOS 8 e, pela primeira vez na história da Apple um iPhone, o 4S será atualizado para a sua quinta versão do iOS. No entanto, os dispositivos equipados com o chip A5, como exemplo iPhone 4S terá suporte muito limitado para muitos dos recursos no iOS 9, tais como multitarefa em tela dividida, devido a limitações de hardware.
A Siri foi melhorada de forma decisiva com o iOS 9. Ela agora está ciente de informação contextual que um usuário está vendo em uma página de proporcionar uma melhor ajuda para o usuário. Por exemplo, se um usuário está comprando algo on-line, o usuário pode dizer Siri "Lembrar-me sobre isso quando eu chegar em casa" e Siri vai lembrá-los para completar a sua compra, uma vez que chegar em casa. Além disso, Siri é integrado a busca do Spotlight para fornecer informações para o usuário, tais como o tempo, resultados esportivos, notícias, etc. Além disso, Spotlight fornece informações sobre locais nas proximidades, que o usuário pode querer visitar com base no tempo do dia ou localização e fornece sugeridas aplicativos com base no que é mais utilizada durante esse período do dia (para competir de frente com o Google Now). Spotlight pode ser acessado passando à esquerda da primeira página da tela inicial, semelhante à função de pesquisa anterior no iOS 6. Siri também tem um novo recurso chamado "proativa" em que ajuda os usuários, fazendo coisas como adicionar automaticamente um evento para o calendário baseado em uma mensagem no aplicativo Mail. Siri foi redesenhado para ser similar à versão da Apple Watch.

## Dispositivos
Os aparelhos que receberão o iOS 9 são os seguintes:
| iPhone - iPhone 4S - iPhone 5 - iPhone 5C - iPhone 5S - iPhone 6 - iPhone 6 Plus - iPhone 6s - iPhone 6s Plus | iPod Touch - iPod Touch (5ª geração) - iPod Touch (6ª geração) | iPad - iPad 2 - iPad (3ª geração) - iPad (4ª geração) - iPad Air - iPad Air 2 - iPad Pro | iPad Mini - iPad mini (1ª geração) - iPad mini 2 - iPad mini 3 - iPad mini 4 |